# 2022년 9월 아프가니스탄 지진
2022년 9월 아프가니스탄 지진은 2022년 9월 5일 아프가니스탄 쿠나르주 잘랄바라드 인근에서 발생한 규모 M5.1의 지진이다.

## 지질학적 환경
아프가니스탄 국토의 대부분은 유라시아판 내부의 넓은 변성 지대에 속해 있다. 아프가니스탄의 지진 활동은 서쪽으로는 아라비아판이 섭입하는 영향을 받으며 동쪽으로는 인도판의 사교성 섭입의 영향을 받는다. 인도판의 주요 히말라야 역단층을 따라 발생하는 섭입의 속도는 39 mm/yr 이상으로 추정된다. 판의 상호작용으로 인한 주향제압은 지각 속 얉은 지점에서 빈발하는 지진 활동과 연관성이 있다. 판이 침강하면서 발생하는 지진은 아프가니스탄 국토 지하 깊이 300 km 지점까지 관측된다. 힌두쿠시산맥 아래에서 일어나는 이런 지진은 섭입된 지각의 슬래브 분리가 일어나는 단층 움직임으로 나타난다. 유라시아판과 인도판 사이 변환 단층 경계를 형성하는 차만 단층은 아프가니스탄 내에서 천발지진을 일으키는 주요 변환 단층이다. 이 지역은 히말라야 조산대 형성 초기부터 지각 변형을 이뤄온 여러 충상단층(스러스트 단층)과 주향이동단층으로 구성되어 있다. 지각 변형률이 높고 응력이 자주 쌓이기 때문에 대부분의 지진은 주향이동단층형으로 발생한다.

## 피해
지진으로 최소 18명이 사망하고 42명이 부상을 입었다. 낭가르하르주, 쿠나르주, 라그만주, 카불주와 기타 인근 주에서 흔들림이 관측되었다. 아프가니스탄 정보문화부는 쿠나르주 누르갈구의 마자르달라와 살라트 지역에서 최소 9명의 사망자가 발생했다고 보고했다. 이 지역 주민 3명이 추가로 부상을 입었다. 부상자 중 일부는 지진 발생 시 낭가르하르 대학교의 기숙사에서 창문을 통해 뛰어내리다 부상을 입었다. 주택 12채 이상이 붕괴되었으며 파괴된 주택 대부분이 누르갈구에 몰려 있다. 일부는 이전에 이미 600명 넘게 사망한 홍수 피해를 겪은 상태에서 추가로 지진 피해도 입었다. 라그만에서는 주택 15채가 붕괴되거나 피해를 입었으며 2명이 부상을 입었다.

## 같이 보기
- 2022년 지진
- 아프가니스탄의 지진 목록